# Pellegrina (Bagnara Calabra)
Pellegrina è una frazione di circa 1 000 abitanti del comune di Bagnara Calabra in provincia di Reggio Calabria situata a 369 metri sul livello del mare. Si trova su un altopiano a pochi chilometri dall'Aspromonte e si affaccia direttamente sulla Costa Viola e sullo stretto di Messina.

## Monumenti e luoghi d'interesse

Annunciazione, XVIII sec.

La chiesa di Maria Santissima Annunziata fu commissionata da Francesco Ruffo II duca di Bagnara come cappella gentilizia da destinare alla moglie, Imara Ruffo, come regalo di nozze insieme ad una splendida villa. Intorno ad esse si sviluppò il villaggio di Pellegrina. In seguito, la famiglia Ruffo diede la chiesa in donazione al popolo pellegrinese diventando Economia Curata. Il 7 luglio del 1901, grazie al Regio Assenso di re Vittorio Emanuele III, la chiesa venne trasformata in parrocchia. La famiglia Ruffo, da sempre devota alla Vergine Annunziata, fece collocare una tela risalente al XVI secolo che raffigurava l’Annunciazione sull’altare maggiore. Il 12 aprile 1859, un decreto di re Ferdinando II delle Due Sicilie permetteva la fondazione di una confraternita di Maria SS. Annunziata. Nel 1908 fu duramente colpita dal terremoto e oggi non restano che le rovine.
La chiesa ha uno stile essenziale e semplice, con interno a sala, che si conclude con la parete absidale a segmento circolare, dove è stato collocato l’altare. La struttura è formata da mura portanti costruite in pietre che si alternano a filari di mattoni. La copertura è costruita in capriate in legno e manto in tegole laterizie. Nel reparto absidale era presente una semicalotta, coperta da travi in legno e tegole. Il campanile, separato dalla chiesa e di forma quadrata ha la facciata risalente all’epoca del tardo rinascimento, con zoccolatura e cornice orizzontale sopra il portale. Ai lati esterni è ornato con un bugnato angolare a sporgenze e rientranze alternate, sopra la cornice vi sono due lesene che portano all’appoggio della copertura, che termina con un grande frontone triangolare intonacato. Ha un ingresso esteso, con un portale lapideo sovrastato da uno dei due modiglioni a doppia voluta a sostenere un’immensa cornice.

## Cultura
Il paese è rinomato in tutta la Calabria per la tradizione del pane, del biscotto e della "pitta avanti furnu" di farina di grano con lievito madre naturale, cotti nel forno a legna.
Nel mese di agosto da 28 anni si tiene la "Sagra del Pane di Grano". I prodotti tipici da forno vengono serviti su vassoio in ceramica di artigianato locale.